# Robert Burkhardt
Robert Burkhardt (* 2. Oktober 1874 in Rutha; † 15. März 1954 in Ückeritz) war ein deutscher Heimatforscher. Er befasste sich mit der pommerschen Geschichte, insbesondere mit der Heimatgeschichte der Insel Usedom.

## Leben
Robert Burkhardt wurde 1874 in Rutha bei Jena als Sohn eines Fabriktischlers geboren. Er entschied sich früh für den Lehrerberuf, konnte aber aus finanziellen Gründen kein Lehrerseminar besuchen. So erhielt er bereits mit 16 Jahren als so genannter Präzeptor eine vorübergehende Lehrerstelle in Hainichen (Eilenburg). Im Jahre 1894 legte er die „Seminarentlassungsprüfung“ am Lehrerseminar in Weißenfels ab, und zwar als Externer, also ohne das Seminar besucht zu haben. Auf dem gleichen Wege bestand er 1897 die 2. Lehrerprüfung. Dies eröffnete ihm nun die Möglichkeit, sich deutschlandweit als Lehrer zu bewerben.
Im Jahre 1900 ging er als Mittelschullehrer nach Bergen auf Rügen. Damit war Burkhardt nach Pommern gekommen, wo er bis zu seinem Lebensende wirken sollte. In Bergen lernte er auch seine spätere Frau kennen, die er 1903 heiratete. Nach Stationen in Sankt Goarshausen und Wolgast wurde Burkhardt Schulrektor in der Stadt Usedom. Damit hatte er eine finanziell gesicherte Stellung erreicht.
Im Ersten Weltkrieg meldete sich Burkhardt für die militärische Krankenpflege und diente als Zugführer zunächst in Frankreich, dann in Polen. 1916 endete sein militärischer Dienst; er wurde von der Zivilverwaltung in Lodsch für das dortige Lehrerseminar angefordert. Im Oktober 1918 nahm er seine Tätigkeit als Schulrektor in Usedom wieder auf. 1924 wechselte er nach Swinemünde, wo er Rektor der Knabenschule und zugleich Leiter der Berufsschule wurde.
Burkhardt schrieb Romane und Erzählungen. Vor allem verfasste er heimatgeschichtliche Arbeiten, am bedeutendsten sind die Chronik der Insel Usedom und die Geschichte des Hafens und der Stadt Swinemünde. Burkhardt war seit 1908 Mitglied der Gesellschaft für pommersche Geschichte und Altertumskunde, seit etwa 1930 leitete der die Ortsgruppe Swinemünde der Gesellschaft. Seit spätestens 1931 war er auch Kreispfleger für kulturgeschichtliche Bodenaltertümer des Kreises Usedom-Wollin.
Wohl 1934 wurde Burkhardt vorzeitig aus dem Schuldienst entlassen, wurde aber Leiter des Stadtarchivs von Swinemünde. Im November 1945 mussten er und seine Frau Swinemünde verlassen, das inzwischen an Polen gekommen war. Sie gingen zunächst nach Koserow, wo er einige Monate wieder als Schulleiter arbeitete, und dann nach Ückeritz, wo er ebenfalls Schulleiter wurde. 1948 wurde er wegen Alters und Krankheit in den Ruhestand versetzt. Er schrieb im Ruhestand noch heimatkundliche Artikel und Erinnerungen. Am 15. März 1954 starb Robert Burkhardt in Ückeritz.

## Schriften (Auswahl)
Ein vollständiges Schriftenverzeichnis findet sich in: Baltische Studien. Band 78 N.F. (1992), ISSN 0067-3099, S. 107–109.

### Romane und Erzählungen
- Der letzte Neuenkirchen. Roman aus der Vergangenheit der Insel Usedom. Verlag W. Fritzsche, Swinemünde 1911.
- Widar und sein Geschlecht. Aus der germanischen Vorzeit. Aus den Oderinseln, Heft 2. Verlag Diesterweg, Frankfurt am Main 1925.

### Heimatgeschichtliche Arbeiten
- Chronik der Insel Usedom. 3 Teile. Verlag W. Fritzsche, Swinemünde 1909 (Teil 1), 1910 (Teil 2), 1912 (Teil 3).
- Geschichte des Hafens und der Stadt Swinemünde. 2 Teile. Verlag W. Fritzsche, Swinemünde 1920 (Teil 1/1), 1921 (Teil 1/2), 1931 (Teil 2).
- Ein Jahrhundert Stadtsparkasse Swinemünde 1836–1936. Swinemünde 1936.